# Consejo Andino de Ministros de Relaciones Exteriores
El Consejo Andino de Ministros de Relaciones Exteriores (CAMRE) es un órgano legislativo y de decisión de la Comunidad Andina. Fue creado el 12 de noviembre de 1979. Está integrado por los ministros de Relaciones Exteriores de Bolivia, Colombia, Ecuador y Perú. Se reúnen en forma ordinaria dos veces por año. Sus funciones son formular la política exterior de la Comunidad Andina y coordinar la posición conjunta en ámbitos internacionales. La presidencia del Consejo Andino de Ministros de Relaciones Exteriores es presidido, por un año, por el ministro de Relaciones Exteriores del país que está a cargo de la presidencia del Consejo Presidencial Andino.

## Presidente del Consejo Andino de Ministros de Relaciones Exteriores
- Néstor Popolizio Bardales (2018-2019)
- Diego Pary Rodríguez (2019)
- Karen Longaric Rodríguez (2019-2020)
- Claudia Blum de Barberi (2020-2021)
- Marta Lucía Ramírez (2021)
- Mauricio Montalvo Samaniego (2021-2022)
- Juan Carlos Holguín (2022)
- Miguel Rodríguez MacKay (2022)
- César Landa (2022)
- Ana Gervasi (2022-2023)
- Rogelio Mayta Mayta (2023)
- Celinda Sosa Lunda (2023-2024)
- Luis Gilberto Murillo (2024-2025)
- Laura Sarabia (Desde el 2025)

## Cancilleres

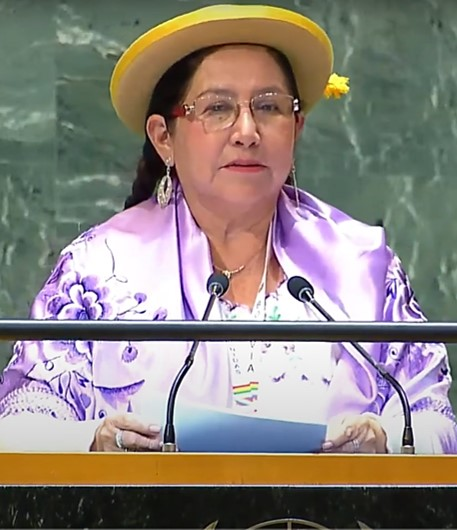
Ministra de Relaciones Exteriores de Bolivia Celinda Sosa Lunda
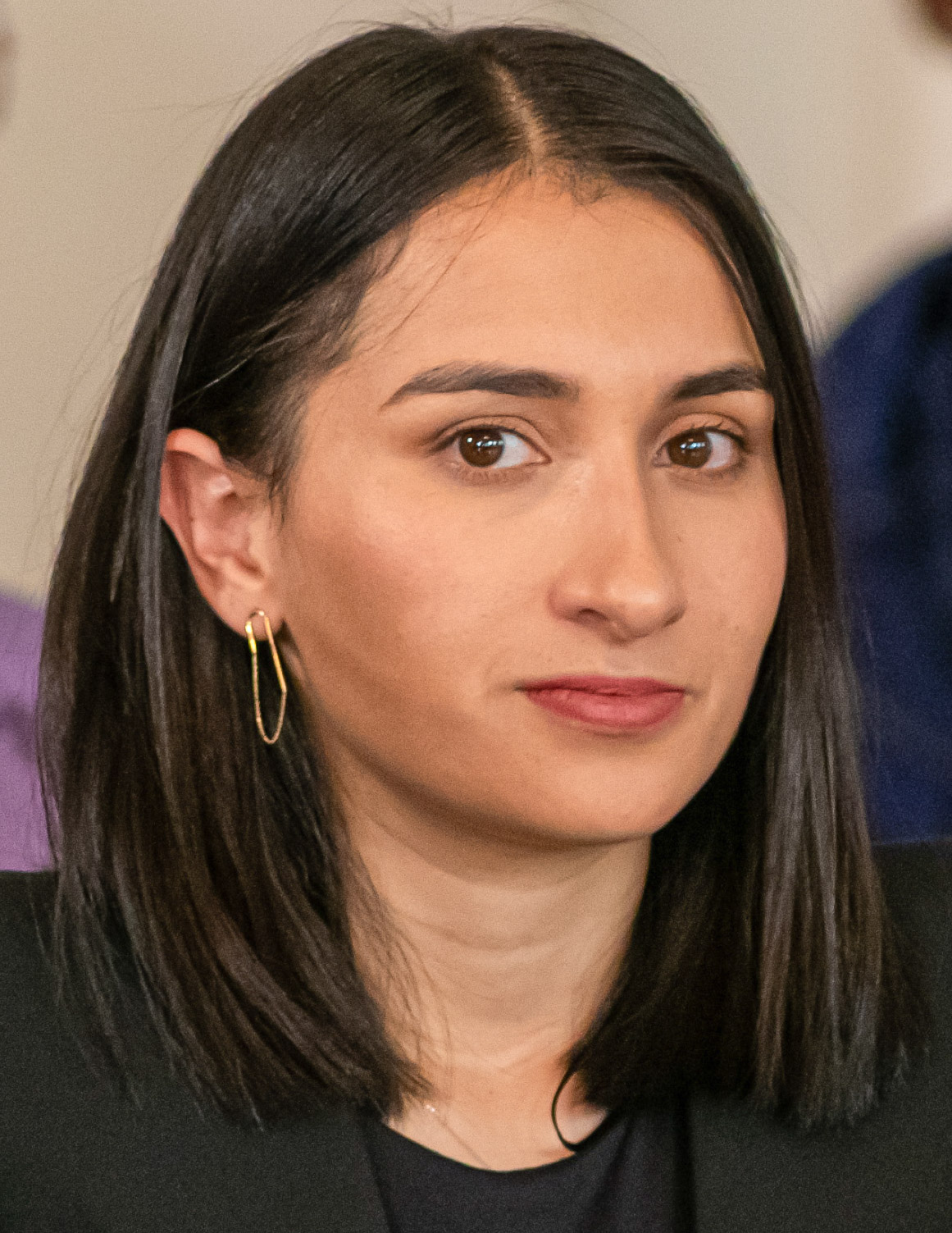
Ministra de Relaciones Exteriores de Colombia Laura Sarabia Presidenta del Consejo Andino de Ministros de Relaciones Exteriores (2024-2025)
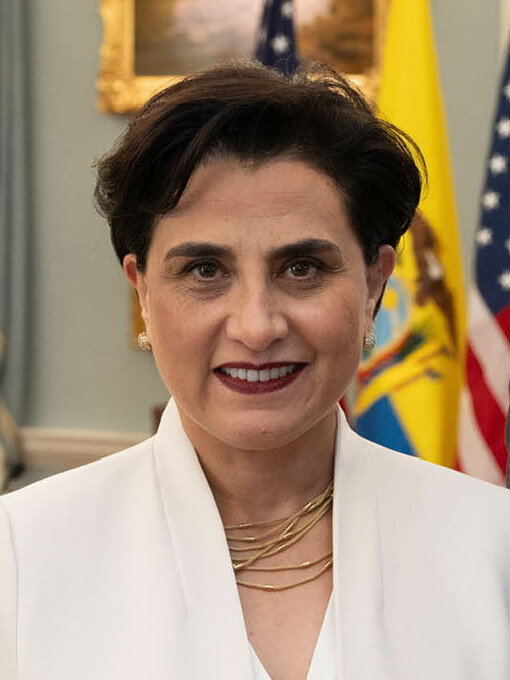
Ministra de Relaciones Exteriores y Movilidad Humana del Ecuador Gabriela Sommerfeld
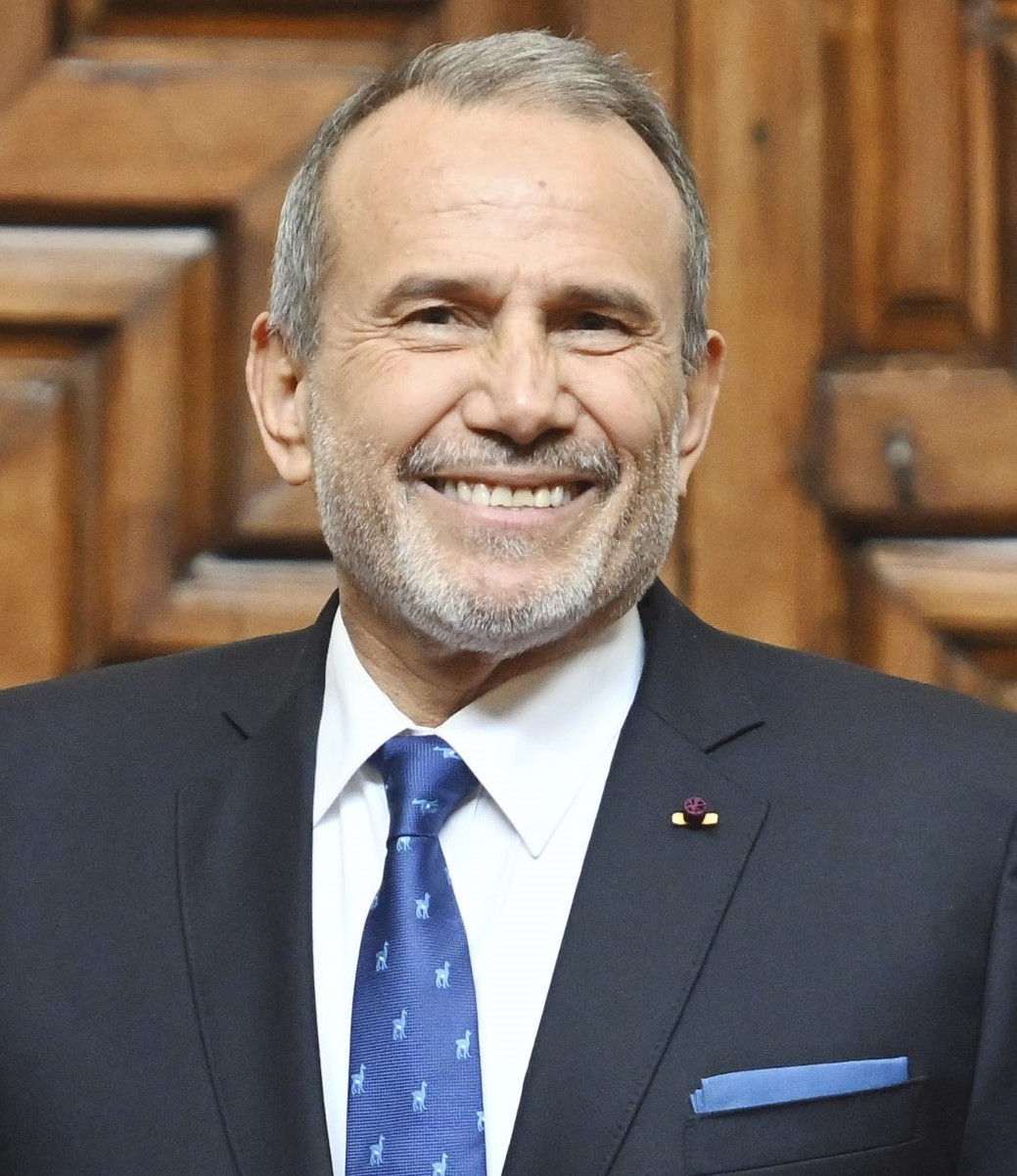
Ministro de Relaciones Exteriores del Perú Elmer Schialer